# تيري كيني
تيري كيني (بالإنجليزية: Teri Keane)‏ هي ممثلة أمريكية، ولدت في 24 أكتوبر 1925 في نيويورك في الولايات المتحدة.

## وصلات خارجية
- تيري كيني على موقع IMDb (الإنجليزية)